# Kahin-Zarabaon
Kahin-Zarabaon – miasto w Wybrzeżu Kości Słoniowej, w dystrykcie Montagnes, w regionie Guémon, w departamencie Bangolo.